# Жайнак-батирський сільський округ
Жайна́к-бати́рський сільський округ (каз. Жайнақ батыр ауылдық округі, рос. Жайнак-батырский сельский округ) — адміністративна одиниця у складі Кербулацького району Жетисуської області Казахстану. Адміністративний центр — село Жайнак-батира.
Населення — 2542 особи (2021; 3156 у 2009, 3424 у 1999, 4003 у 1989).
Станом на 1989 рік існували Голубиновська сільська рада (села Голубиновка, Доланали, Урицьке) та Розвилинська сільська рада (села Красногоровка, Розвильне).

## Склад
До складу округу входять такі населені пункти:
| Населений пункт     | Населення, осіб (1989) | Населення, осіб (1999) | Населення, осіб (2009) | Населення, осіб (2021) |
| ------------------- | ---------------------- | ---------------------- | ---------------------- | ---------------------- |
| Акбастау, село      | 502                    | 377                    | 337                    | 194                    |
| Доланали, село      | 327                    | 310                    | 305                    | 319                    |
| Жайнак-батира, село | 999                    | 904                    | 884                    | 709                    |
| Жаналик, село       | 1456                   | 1239                   | 1067                   | 831                    |
| Каримсак, село      | 719                    | 594                    | 563                    | 489                    |